# Akao Kiyotsuna
Akao Kiyotsuna (赤尾 清綱?; 1514 – 1º settembre 1573) è stato un samurai giapponese del periodo Sengoku servitore del clan Azai.

## Biografia
Anziano servitore del  clan Azai della provincia di Ōmi, assieme a Kaihō Tsunachika e Amemori Yahei, Kiyotsuna erano conosciuti come "I tre generali degli Azai" (浅井三将?, Azai-sanshō). Kiyotsuna servì tre generazioni di capi Azai: Sukemasa, Hisamasa, e Nagamasa. Come segno della gratitudine del clan gli fu permesso di tenere la propria residenza nel castello di Odani.
Kiyotsuna commise seppuku dopo la caduta di Odani. Tuttavia Oda Nobunaga risparmiò la vita a suo figlio Kiyofuyu.